# Trifone (nome)
Trifone  è un nome proprio di persona italiano maschile.

## Varianti
- Maschili: Trifonio[2], Trifoso[2], Triffone[2]
- Femminili: Trifona[2], Trifonia[1][2], Trifosa[1][2], Triffona[2], Trifena[1][2]

### Varianti in altre lingue
- Bulgaro: Трифон (Trifon)[3]
- Catalano: Trifó
- Croato: Tripun
- Francese: Tryphon
- Greco antico: Τρύφων (Trýphōn)
- Greco moderno: Τρύφων / Τρύφωνας (Trìfon / Trìfonas)[3]
- Latino: Trypho
- Polacco: Tryfon
- Portoghese: Trifão
- Russo: Трифон (Trifon)
- Serbo: Трифун (Trifon)
- Spagnolo: Trifón
- Ucraino: Трифон (Tryfon)
- Ungherese: Trüphón

## Origine e diffusione
Nome di scarsissima diffusione, che deriva dal termine greco τρυφή (tryphḕ), che vuol dire "morbidezza", "dolcezza"; il suo significato, non del tutto certo, potrebbe essere interpretato come "delicato", "delizioso".

## Onomastico

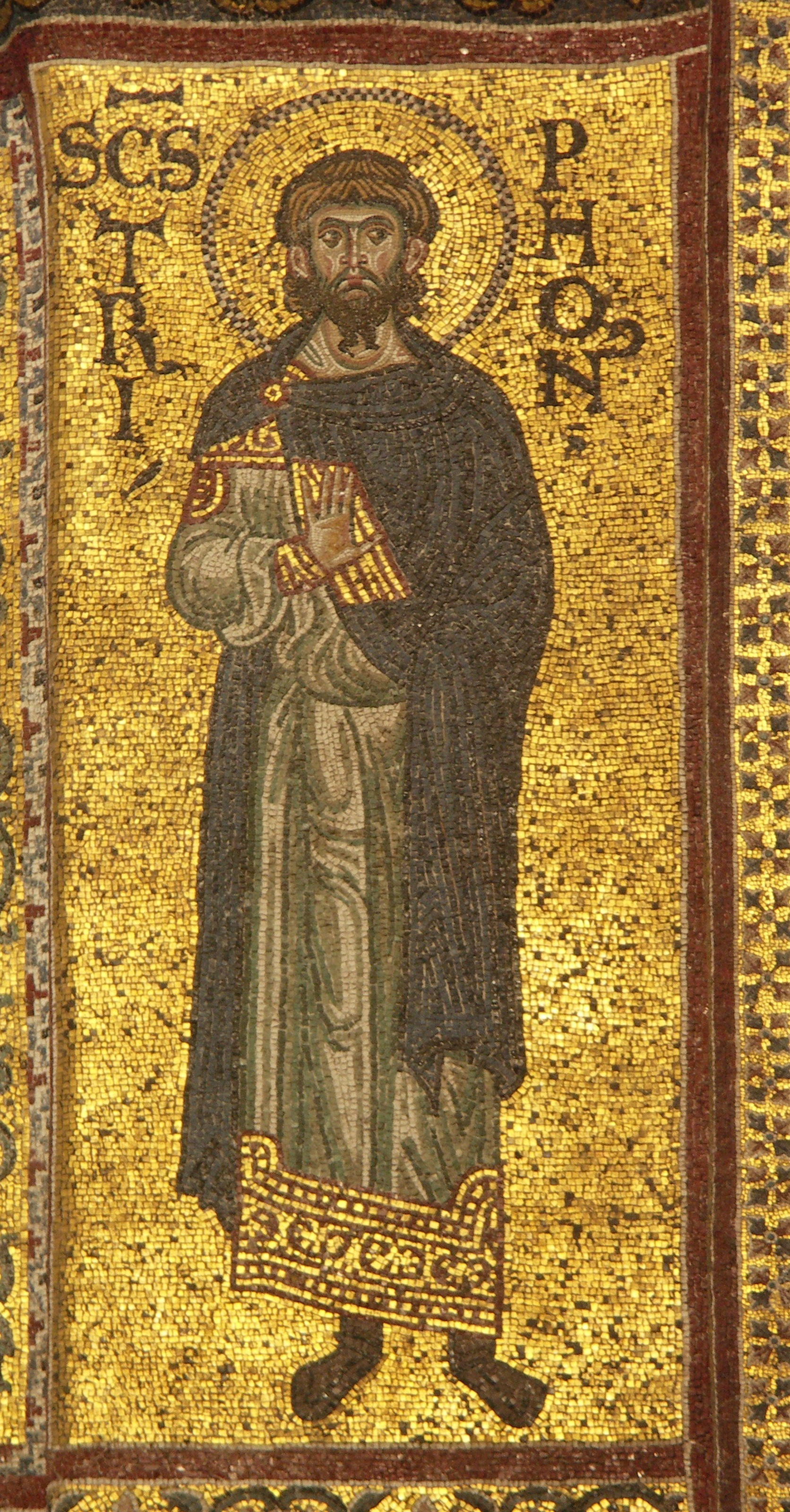
San Trifone in un mosaico del duomo di Monreale

L'onomastico si può festeggiare in memoria di diversi santi:
- 4 gennaio, san Trifone, martire con altri compagni in Africa sotto Unerico[4]
- 1º febbraio (o 3 febbraio, o anche 13 gennaio e 10 novembre in occasione delle traslazioni delle sue reliquie), san Trifone, pastore di oche, operatore di miracoli ed esorcista, martire in Frigia sotto Decio[2][3][4][5]
- 3 luglio, san Trifone, martire con altri dodici compagni ad Alessandria d'Egitto[4]

## Persone
- Diodoto Trifone, sovrano seleucide
- Trifone, patriarca di Costantinopoli
- Trifone di Alessandria, grammatico greco (I secolo d.C.)
- Trifone Altieri, politico italiano
- Trifone Gabriel, umanista italiano
- Trifone Pederzolli, vescovo cattolico italiano

### Varianti
- Trifon Ivanov, calciatore bulgaro

## Il nome nelle arti
- Trifone è lo sconosciuto ebreo (personaggio fittizio o reale, forse da identificare con Rabbi Tarfon) con cui interloquisce il filosofo cristiano Giustino in un suo dialogo.
- Il Professor Trifone Girasole è un personaggio della serie Le avventure di Tintin.